# Hendrikus Colijn
Hendrikus Colijn (ur. 22 czerwca 1869 w Burgerveen, zm. 18 września 1944 w Ilmenau) – holenderski polityk.

## Życiorys
Żołnierz armii kolonialnych toczących walki z powstańcami w północnej Sumatrze (1895–1904), pracował w administracji cywilnej w Indiach Holenderskich, potem zasiadał w parlamencie holenderskim (od 1909) z ramienia Partia Antyrewolucyjnej, której od 1922 przewodniczył. Zajmował stanowisko ministra wojny (1911–1913) i finansów (1923–1925). Pełniąc drugi urząd, wyprowadził kraj z kryzysu dzięki rygorystycznej polityce oszczędnościowej. W latach 1914–1922 stał też na czele konsorcjum przekształconego potem w Royal Dutch Shell. 
Był premierem w latach 1925–1926 (jedna kadencja) i w latach 1933–1939 (cztery kadencje). Kiedy III Rzesza Adolfa Hitlera zajęła w 1940 Holandię, Colijn opowiedział się za ograniczoną współpracą z okupantem. W 1941 aresztowano go i internowano w Niemczech, gdzie zmarł trzy lata później.